# Mistral (natante)
Il Mistral è un natante, in particolare una tavola a vela (o windsurf), nato nel 1978 per mano di Ernstfried Prade. Entrato a far parte della classe internazionale partecipa alle gare olimpiche col modello Mistral one Design dal 1996 al 2004, quando viene sostituito dallo RS:X. 

## Caratteristiche tecniche (Mistral One Design)
- Anno di inizio produzione: 1989

- Lunghezza fuori tutto 3.72 m
- Peso dello scafo 15 kg
- Volume dello scafo 235 l
- Superficie velica 7.4 m2

## Equipaggio
Singolo olimpico.